# Benessa de Dacs
Benessa d'Acs (en francès Bénesse-lès-Dax) és un municipi francès situat al departament de les Landes i a la regió de la Nova Aquitània.

## Demografia
| 1962                                       | 1968 | 1975 | 1982 | 1990 | 1999 | 2007 |
| ------------------------------------------ | ---- | ---- | ---- | ---- | ---- | ---- |
| 294                                        | 346  | 335  | 404  | 399  | 454  | 502  |
| Des de 1962: població sense dobles comptes |      |      |      |      |      |      |

## Administració
| Període | Identitat         | Partit |
| ------- | ----------------- | ------ |
| 1991-   | Jean-Marie Abadie | PS     |